# عزيزة مريدن
عزيزة مريدن (1929 - 1992)، هي سورية أديبة وناقدة وباحثة في الأدب العربي الحديث. وهي أول أستاذة في جامعة دمشق وصدر قرار بتسمية قاعة من قاعات كلية الآداب باسم الدكتوره عزيزة مريدن لكونها أول عضو هيئة تدريسية في جامعة دمشق.

## حياتها
ولدت عام 1929 في دمشق، وهي من أسرة دمشقية عريقة ومعروفة بحبّها للعلم ومساهمتها في حركته في الطبّ والآداب ، و هي شقيقة الدكتور عزة مريدن ، درست علومها في دمشق، وتدرّجت في مرابعها، وأتقنت اللغتين العربية والفرنسية، فانتسبت إلى دار المعلمات بدمشق لدراسة التربية وأصول التدريس مدة سنتين بعد حصولها على الشهادة الثانوية، ثم انتسبت إلى قسم اللغة العربية في جامعة دمشق، وحصلت على الإجازة عام 1951، فدّرست عدة سنوات في ثانويات دمشق للبنات، فأوفدتها وزارة التعليم العالي للحصول على درجة الماجستير من معهد الدراسات العربية العالية بالقاهرة، وقدّمت رسالتها الأولى بإشراف سهير قلماوي، وكان موضوعها «القومية والإنسانية في شعر المهجر الجنوبي»، وندبت للتدريس في كلية الآداب بعد حصولها على درجة الماجستير، ثم أوفدت ثانية إلى القاهرة لنيل درجة الدكتوراه، وقدمت أطروحتها بعنوان «القصة الشعرية في العصر الحديث» بإشراف سهير قلماوي، ثم عُينت في كلية الآداب بجامعة دمشق، فكانت المرأة الأولى التي دخلت هذه الكلية أستاذة، ثم اختيرت للقيام بتعريب التعليم في بلاد المغرب العربي، فعملت في جامعة محمد الخامس بالرباط لتحقيق هذا الهدف ما بين 1973- 1976، وكانت حريصة على رفع شأن لغة القرآن الكريم في تلك البلاد، ثم عادت إلى جامعة دمشق، ثم أعيرت ثانية إلى المملكة العربية السعودية؛ لتعمل في كلية البنات في جدة عام 1980- 1981.

## وفاتها
توفيت يوم 25 يوليو 1992 في دمشق.

## من مؤلفاتها المطبوعة
- القومية والإنسانية في شعر المهجر الجنوبي- القاهرة- 1966.
- الشعر القومي في المهجر الجنوبي- دار الفكر- دمشق- 1973.
- من الشعر العربي المعاصر- دراسة ونصوص- دار الفكر- دمشق- 1973.
- القصة والرواية- دار الفكر- دمشق- 1980.
- حركات الشعر العربي في العصر الحديث- جامعة دمشق 1988- 1989.
- توفيق الحكيم آراؤه في النقد والأدب
- القصة الشعرية في العصر الحديث
- المسرحية بين القومية والمحلية
- الشعر القصصي.[3]